# The Best of The Manhattan Transfer
The Best of The Manhattan Transfer è la prima raccolta di successi del gruppo vocale statunitense The Manhattan Transfer, pubblicata nel 1981 dalla Atlantic Records.

## Il disco
La prima raccolta dei Manhattan Transfer contiene alcuni dei principali successi provenienti dai loro primi album. Il disco fu concepito per il mercato statunitense e fu immesso sul mercato per le festività natalizie. Sono infatti assenti alcune canzoni che resero celebre il quartetto in Gran Bretagna e nel resto d'Europa. Manca in particolare Chanson d'amour, il cui singolo arrivò alla prima posizione della classifica del Regno Unito, e non sono nemmeno presenti altre canzoni tratte dal secondo album Coming Out.
Il disco fu accreditato del disco d'oro nel 1987 e del disco di platino nel 1993 dalla RIAA.
Un disco con lo stesso titolo, ma con una scaletta e una copertina diverse, fu distribuito per il mercato italiano ed europeo nel 1988 dopo il buon successo ottenuto da Vocalese e da Brasil.

## Tracce
1. Tuxedo Junction - (Buddy Fayne, William Johnson, Julian Dash, Erskine Hawkins) - 2:44
2. Boy From New York City - (John Taylor, George Davis) - 3:40
3. Twilight Zone/Twilight Tone - (Bernard Herrmann, Jay Graydon, Alan Paul) - 3:55
4. Body And Soul - (Frank Eyton, Johnny Green, Edward Heyman, Robert Sour) - 4:25
5. Candy - (Mark David, Joan Whitney, Alex Kramer) - 3:26
6. Four Brothers - (Jimmy Giuffre, Jon Hendricks) - 3:47
7. Birdland - (Joe Zawinul, Jon Hendricks) - 6:00
8. Gloria - (Esther Navarro) - 2:57
9. Trickle Trickle - (Clarence Bassett) - 2:18
10. Operator - (William Spivery) - 3:09
11. Java Jive - (Milton Drake, Ben Oakland) - 2:44
12. A Nightingale Sang in Berkeley Square - (Eric Maschwitz, Manning Sherwin) - 3:46

## Formazione
- The Manhattan Transfer - voce
  - Cheryl Bentyne (#2-4, #7, #9, #12)
  - Tim Hauser
  - Alan Paul
  - Janis Siegel
  - Laurel Massé (#1, #5-6, #8, #10-11)

## Edizioni
- 1981 – LP, Atlantic Records SD 19319, USA
- 1981 – LP, Atlantic Records WEA W 50856, Europa
- 1995 – CD, Atlantic Records WEA 07567815822, Europa